# Gang Starr
Pour les articles homonymes, voir Starr.
Gang Starr est un groupe de hip-hop américain, originaire de Boston, dans le Massachusetts. Pionnier du rap East Coast des années 1990, le duo se crée une identité propre en réactualisant le style musical new-yorkais au fil de ses albums.

## Biographie

### Débuts et succès
Le groupe est formé en 1988, à Brooklyn, New York, par Keith Elam (connu sous le pseudonyme Keithy E. The Guru) et Mike Dee (alias DJ 1,2 B-Down) avec différents producteurs, comme Donald D, J.V. Johnson ou DJ Mark the 45 King. Après avoir enregistré quelques démos, il signe avec le label Wild Pitch Records et sort en 1987 et 1988 trois maxis, incluant Bust a Move et The Lesson. En 1989, le groupe se sépare et Guru est le seul membre à vouloir continuer l'aventure. Il prend rapidement contact avec DJ Premier (alors connu sous le nom de Waxmaster C), qui lui envoie une beat tape[Quoi ?]. Appréciant son travail, il l'invite à joindre Gang Starr et dans la même année, ils sortent leur premier single, Words I Manifest, et l'album No More Mr. Nice Guy,. Spike Lee les contacte afin de réaliser un morceau pour la bande originale du film Mo' Better Blues, Jazz Thing.
En 1990, le groupe quitte Wild Pitch et signe avec le label Chrysalis Records. Step in the Arena sort en 1991. Daily Operation, le troisième album, sort dès 1992. L'année 1994 marque la sortie de Hard to Earn, alors que chacun des membres prend part à des projets parallèles : Premier commence à produire pour des artistes de renom comme Nas ou Biggie, et Guru lance la série des Jazzmatazz. Leur cinquième album, Moment of Truth, sort en 1998 et marque une coupure avec un hip-hop dit old school. Plébiscité par la critique, il est certifié disque d'or aux États-Unis, le 7 mai 1998, par la RIAA. Le style de production de ce disque détermine également la signature sonore de DJ Premier pour les années à venir. Cette même année, les albums Step in the Arena et Daily Operation apparaissent dans la liste des « 100 meilleurs albums de rap » du magazine The Source.
Leur sixième album, Full Clip: A Decade of Gang Starr, publié en juillet 1999, représente leur décennie dans le monde du hip-hop, sous la forme d'un best-of agrémenté de titres inédits et de raretés. Le premier morceau extrait de cette compilation, l'inédit Full Clip, devenu instantanément un classique, contient une dédicace pour Big L, MC de Harlem sauvagement assassiné dans son quartier durant l'enregistrement du morceau. L'album est certifié disque d'or le 19 août 1999, par la RIAA. Publié le 11 février 2003, leur septième album, The Ownerz, est un échec commercial malgré de nombreuses collaborations, dont Jadakiss, Big Shug, Freddie Foxxx, M.O.P. ou Fat Joe. Il atteint malgré tout la cinquième place des R&B Albums et la 18e place du Billboard 200.

### Séparation et décès de Guru
Depuis ce dernier album, DJ Premier et Guru ne collaborent plus. Le groupe est dissout, bien qu'ils soient restés en bons termes. DJ Premier produit des sons pour des artistes de son label, Year Round Records, tels que Blaq Poet, le vétéran de Queensbridge, ou encore les NYG'z et Nick Javas. Il anime également une émission, Live From HeadQCourtez, sur Sirius Satellite Radio en compagnie de Big Shug ou Panchi des NYGz.
Guru se concentre sur sa carrière solo à partir de 2003. Il publie deux albums, l'un en 2005, Version 7.0: The Street Scriptures et le second en 2009, Guru 8.0: Lost and Found. Ces albums ne se vendent pas beaucoup, aucun d'eux n'ayant atteint le disque d'or. Après avoir combattu plusieurs mois un cancer, il meurt le 19 avril 2010 à l'âge de 48 ans (une confusion semble avoir été initiée par certaines sources,, mais la publication d'une copie de son passeport prouve qu'il est bien né le 17 juillet 1961 et non 1966).
En 2019, DJ Premier réalise le dernier album de Gang Starr, One of the Best Yet, à partir de morceaux inutilisés de Guru.

## Discographie

### Albums studio
- 1989 : No More Mr. Nice Guy
- 1991 : Step in the Arena
- 1992 : Daily Operation
- 1994 : Hard to Earn
- 1998 : Moment of Truth
- 2003 : The Ownerz
- 2019 : One of the Best Yet

### Compilations
- 1999 : Full Clip: A Decade of Gang Starr
- 2006 : Mass Appeal: The Best of Gang Starr